# Kyle Bochniak
Kyle Bochniak, född 5 februari 1987 i Gloucester, är en amerikansk MMA-utövare som sedan 2016 tävlar i organisationen Ultimate Fighting Championship.